# Зора Константинова
Зора Димитрова Константинова е българска оперна певица.

## Биография
Родена е през 1892 г. във Варна. През 1919 г. завършва Държавното музикално училище. В периода 1926 – 1927 и 1932 г. специализира в Париж, а през 1928 – 1929 г. – в Рим. От 1919 до 1926 г. играе в Народната опера в София. От 1929 до 1954 г. е концертираща артистка и вокален педагог. Член на Съюза на музикалните дейци в България и на Профсъюза на педагозите-музиканти. Умира през 1968 г. в София.
Личният ѝ архив се съхранява във фонд 859 в Централен държавен архив. Той се състои от 63 архивни единици от периода 1903 – 1968 г.